# アクロス福岡
1. ・ホール内観（客席から見たステージ）
2. ・ホール内観（ステージから見た客席）
3. ・ホワイエ 等

アクロス福岡（アクロスふくおか）は、福岡県福岡市中央区天神一丁目1番1号にある福岡県施設（福岡県国際文化情報センター）と民間施設（オフィススペース、商業施設）が同居した官民複合施設。管理運営会社は公益財団法人アクロス福岡（県施設）、エイ・エフ・ビル管理株式会社（民間施設および共用部）。1995年4月に開業。

## 概要
福岡の新たなランドマーク、国際と文化交流の拠点を目指して旧福岡県庁跡地に建設された。同じ旧県庁跡地にあたる敷地内には天神中央公園が隣接している。
自然との共生、心潤う空間づくりをテーマにした公民複合施設であり、南の天神中央公園に面した段状のステップガーデンは、「山」をコンセプトとした大規模な屋上緑化であり、公園と一体となったランドスケープを構成している。最上階展望台に登りつつ四季の植物を巡るような植栽計画がなされている。5階から1階までは滝が流れている。1996年、BCS賞（建築業協会賞）を受賞。2010年、都市緑化基金主催の「生物多様性保全につながる企業の緑100選」に選出される。
アクロス（ACROS）の由来は「Asian Crossroads Over the Sea」。

## 施設
- 福岡シンフォニーホール - 満席時の残響時間が2.0秒を超えるシューボックス型コンサートホール。1,867席。可変機構付き音響反射板を備え、様々な編成の演奏に対応する。コンサートなどだけでなく、講演会なども行われる。
- 国際会議場 - 6ヶ国語同時通訳ブース、リアプロジェクター方式の120インチ透過スクリーン、可動卓が備わった会議場。
- イベントホール（ホール面積700平方メートル、多目的ホール） - 分割昇降式ステージと可動席が組み合わせているホール。
- 円形ホール（ホール面積211平方メートル、標準100席） - 分割昇降床や150インチスクリーンが備わったホール。
- 大会議室、中小会議室（全16室）
- 交流ギャラリー（ホール面積211平方メートル、展示ホール）
- セミナー室（全2室）
- 練習室（全5室）

上記施設を（公財）アクロス福岡が管理している。
- 福岡パスポートセンター（福岡地区は県庁でのパスポート申請窓口はない）

その他に福岡の伝統工芸品展示場、九州、山口、アジア地域の情報を提供する施設も存在する。

## ギャラリー

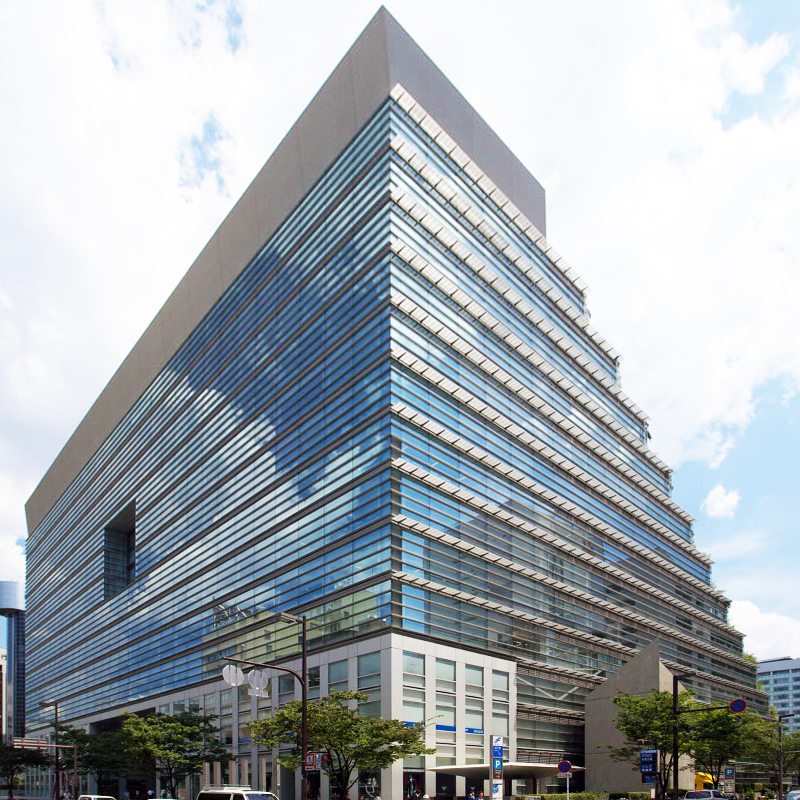
正面（明治通り側より）
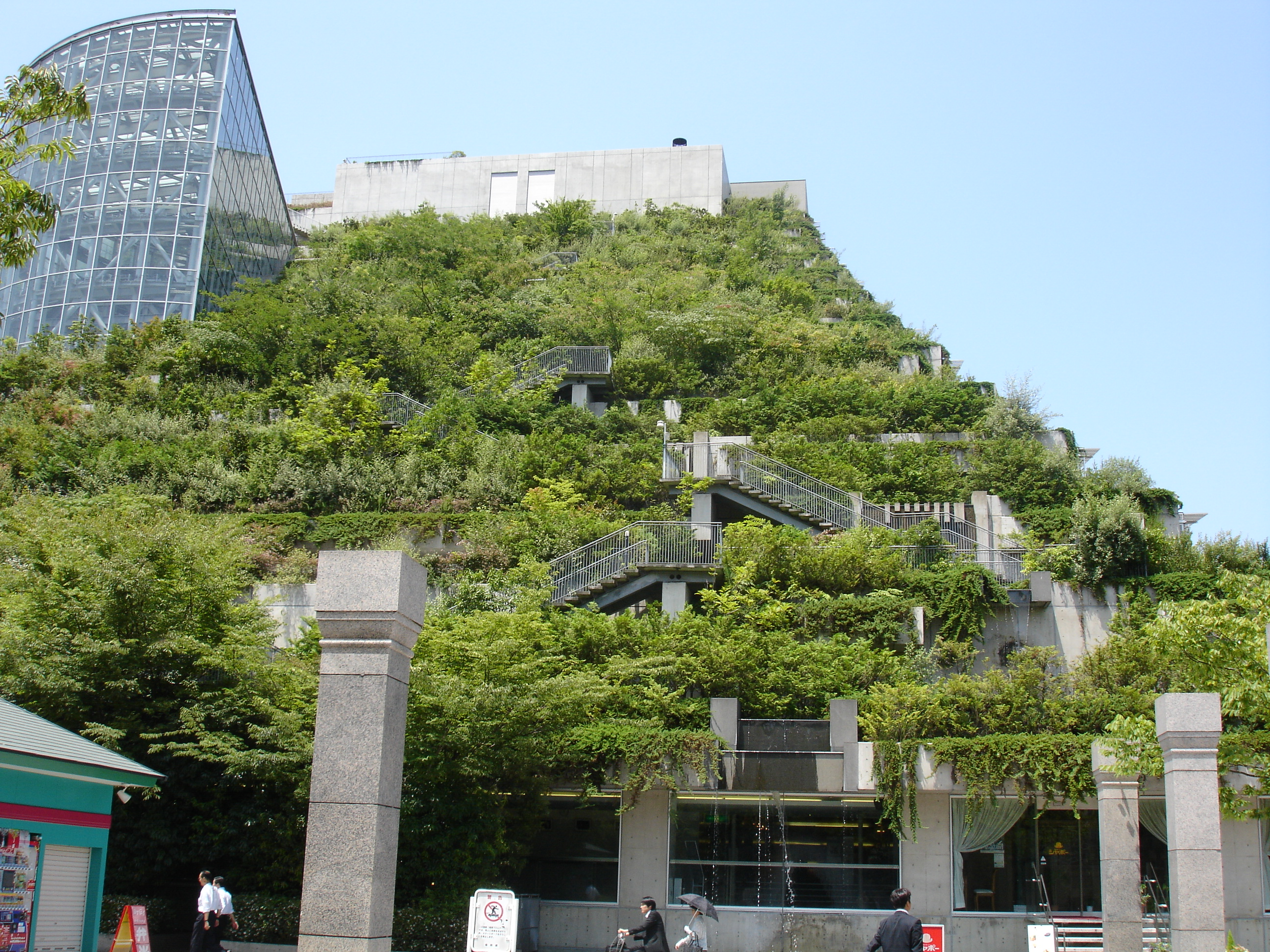
段状ステップガーデン
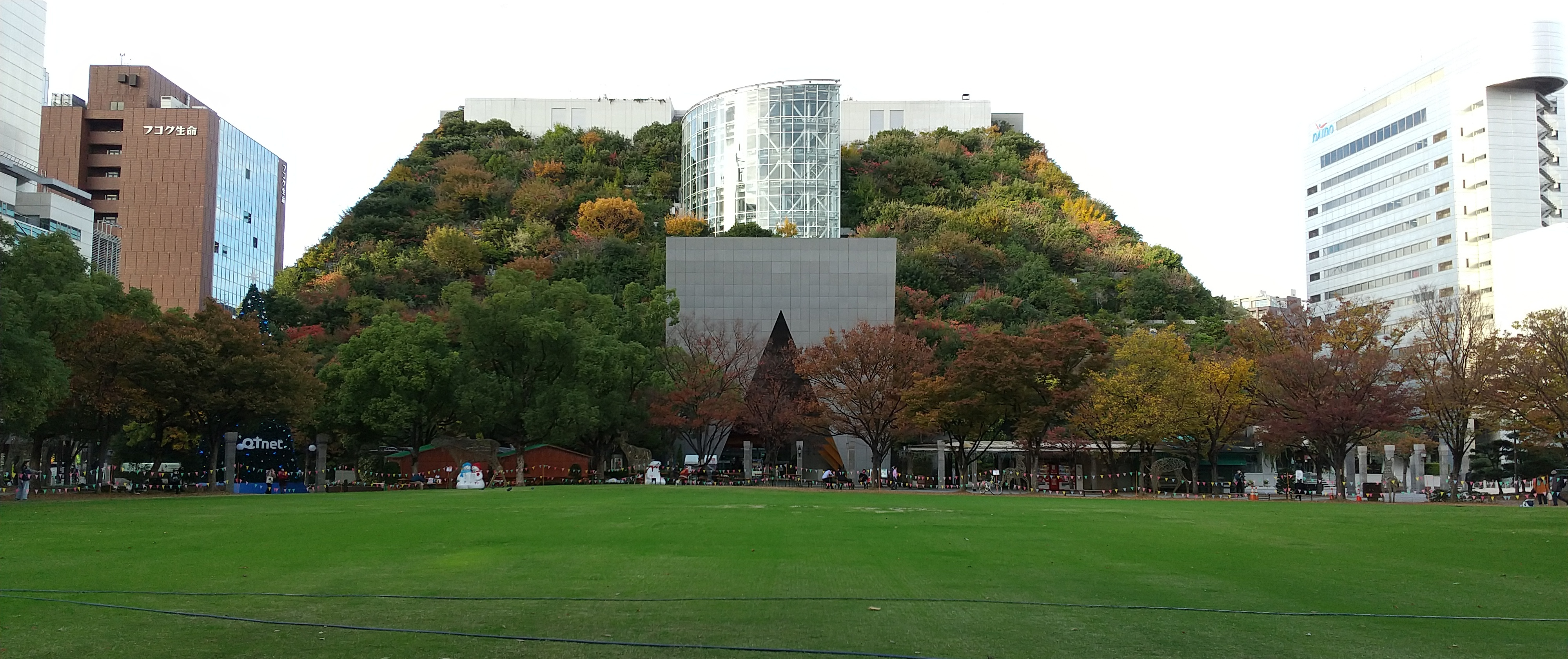
天神中央公園より
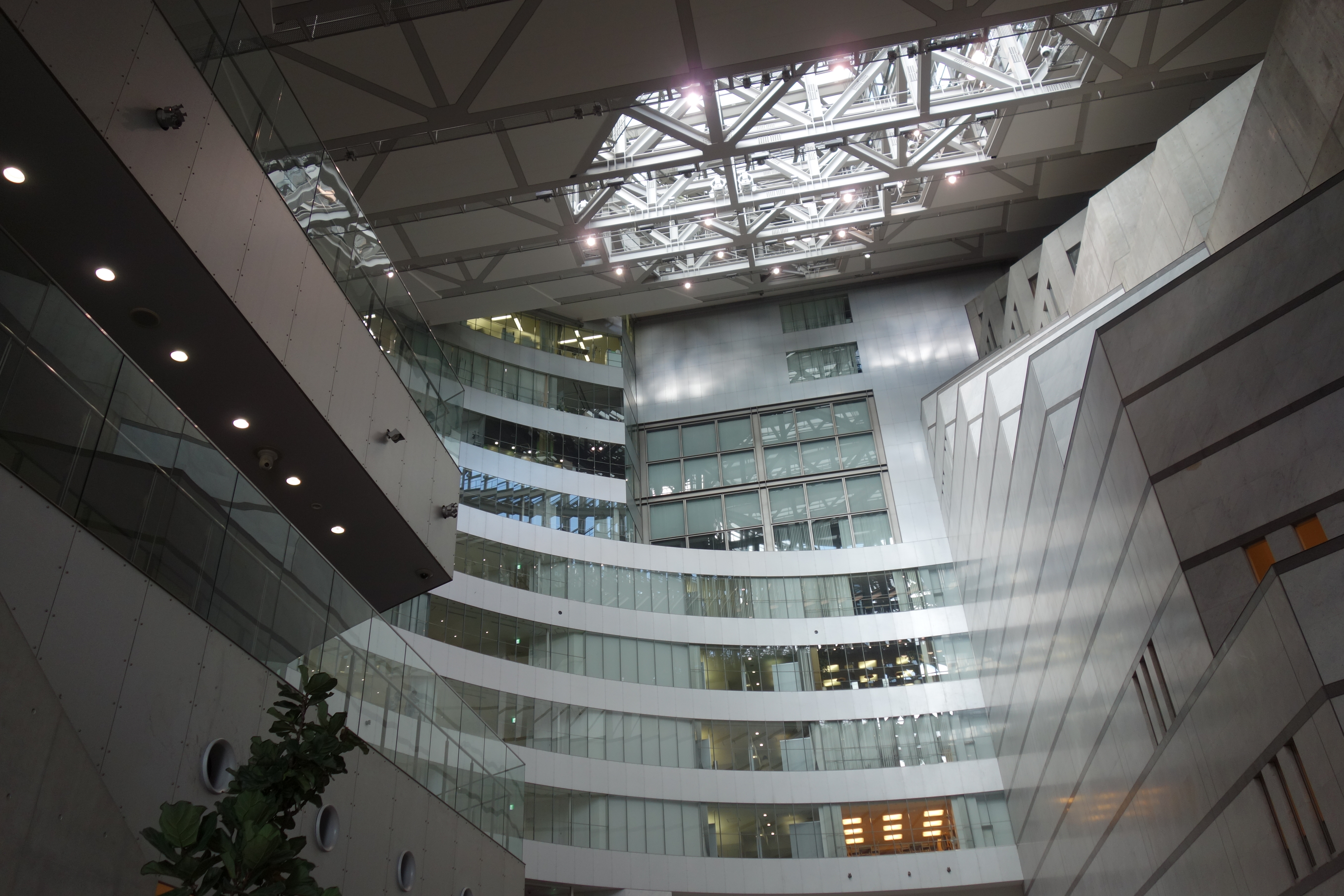
アトリウム

## アクセス
- 西鉄天神大牟田線 西鉄福岡（天神）駅より徒歩10分
- 福岡市地下鉄空港線 天神駅より徒歩5分
- 福岡市地下鉄七隈線 天神南駅より徒歩7分
- 西鉄バスアクロス福岡、水鏡天満宮前バス停よりすぐ